# Our Relations
 Our Relations  és una pel·lícula burlesca estatunidenca dirigida per Harry Lachman, estrenada el 1936. És la tercera de les tres pel·lícules on cada un dels nois interpreta un doble paper: el primer és Brats i el segon és Twice Two. La història està basada en la novela curta The Money Box de W. W. Jacobs, autor de The Monkey's Paw.

## Argument
Laurel i Hardy, mariners, estan encarregats de lliurar un valuós paquet en el port on, per casualitat, viuen els seus germans bessons que creien morts i que s'acaben de casar. És el començament d'una sèrie de quid pro quo on els bessons i les seves dues dones s'intercanvien, per error, amb els seus germans.

## Repartiment
- Stan Laurel: Stan Laurel i Alf Laurel
- Oliver Hardy: Oliver Hardy i Bert Hardy
- James Finlayson: Finn
- Alan Hale: Joe Grogan, el patró del cafè
- Sidney Toler: el capità del SS Periwinkle
- Daphne Pollard: Senyora Daphné Hardy
- Betty Healy: Senyora Betty Laurel
- Iris Adrian: Alice
- Lona André: Lily
- Arthur Housman: El borratxo
- Ralf Harolde, Noel Madison: Els gàngsters
- Gertrude Astor: client del Pirate's Club